# A8 (Roemenië)
De A8 of Autostradă Unirii is een geplande autosnelweg in Roemenië. Hij zal vanaf Târgu Mureș in Transsylvanië naar de Moldavische grens lopen. 
Deze snelweg zal naar schatting een lengte hebben van 307 kilometer en de kosten worden geschat op 6,14 miljard euro. Op 20 september 2023 werd het contract ondertekend voor de bouw van het snelwegstuk tussen Vânători-Neamț en Boureni.
In 2024 sloot Moldavië een akkoord met de Europese Investeringsbank om de Roemeense A8 door te trekken op Moldavisch grondgebied vanaf de Roemeense grens tot Chișinău.

## Traject
Het geplande traject van west naar oost: Târgu Mureș - Sovata, Praid, Ditrău, Tulgheș, Poiana Largului, Târgu Neamț, Pașcani, Târgu Frumos, Iași, Ungheni, Moldavische grens.  